# SN 2006ss
SN 2006ss – supernowa typu IIb odkryta 17 grudnia 2006 roku w galaktyce NGC 5579. W momencie odkrycia miała maksymalną jasność 17,60m.